# 3250 Martebo
3250 Martebo (1979 EB) là một tiểu hành tinh vành đai chính được phát hiện ngày 6 tháng 3 năm 1979 bởi C.-I. Lagerkvist ở Mount Stromlo (US).